# 渕高駅
渕高駅（ふちだかえき）は、愛知県愛西市渕高町八畝割40番地にある、名古屋鉄道尾西線の駅。駅番号はBS03。両隣りの駅は稲沢市にあるが、当駅は愛西市に所在する。

## 歴史
- 1924年（大正13年）10月1日 - 愛知県海部郡佐織村大字渕高新田（現・愛西市渕高町[1]）に、尾西鉄道の駅として開業[2]。
- 1958年（昭和33年）頃 - 無人化[3]。
- 2008年（平成20年）
  - 2月22日 - 駅前の細川商店で行っていた乗車券の委託販売を終了。名鉄では最後の乗車券委託販売駅であった。
  - 3月14日 - 共通SFカードシステム「トランパス」を導入[4]。
- 2011年（平成23年）2月11日 - manaca導入。
- 2012年（平成24年）2月29日 - トランパス供用終了。

## 駅構造
相対式2面2線4両対応のホームを持つ地上駅。
かつては津島方面のホームは2両対応であったが、2013年現在は4両対応である。
| 番線 | 路線                         | 方向 | 行先         | 備考                                   |
| ---- | ---------------------------- | ---- | ------------ | -------------------------------------- |
| 1    | BS 尾西線 （名鉄一宮〜津島） | 上り | 名鉄一宮ゆき | 尾張津島天王祭の際は、一部森上ゆき     |
| 2    | BS 尾西線 （名鉄一宮〜津島） | 下り | 津島方面     | 須ヶ口・名古屋方面直通列車は平日朝のみ |

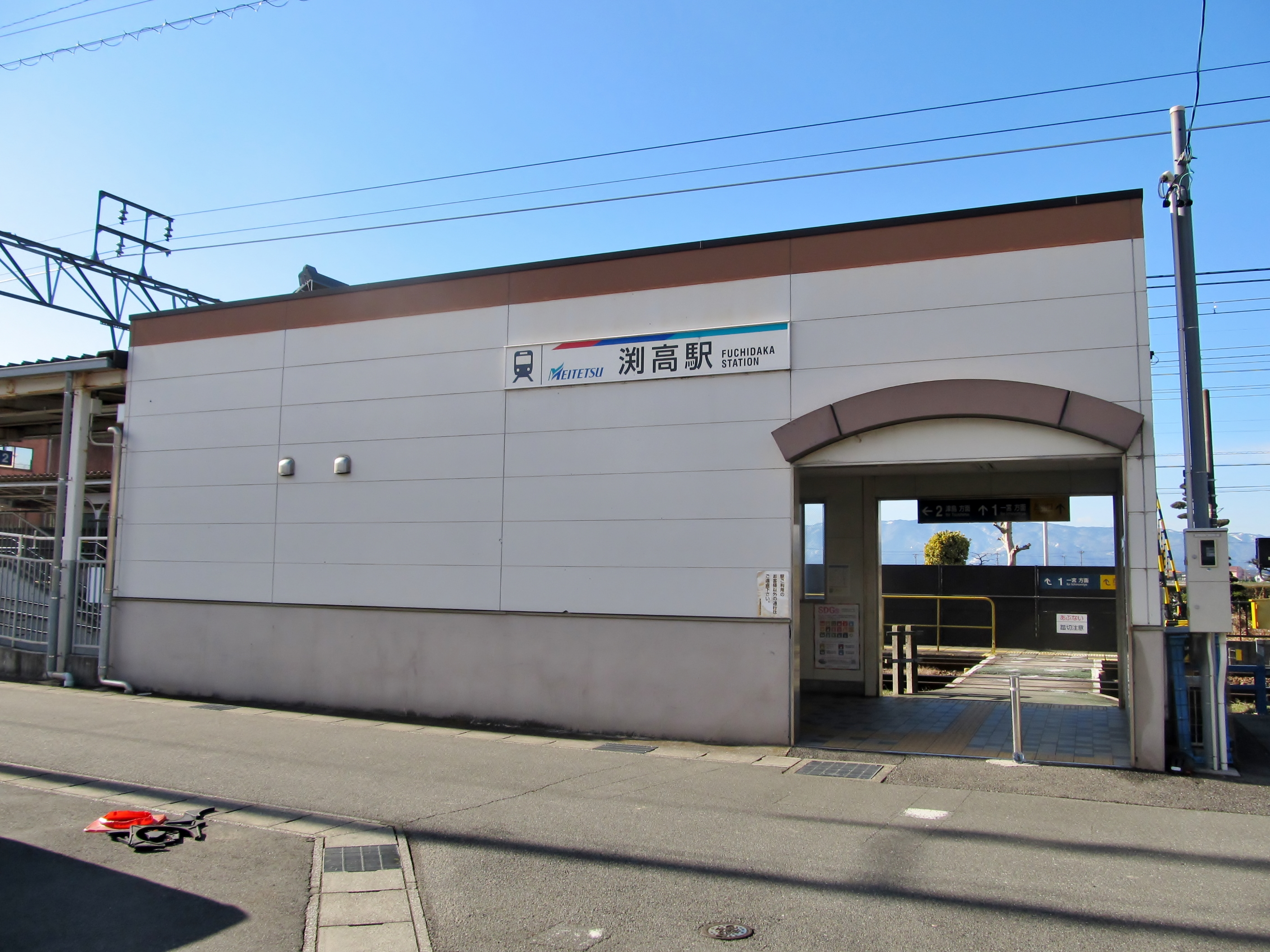
津島方面駅舎
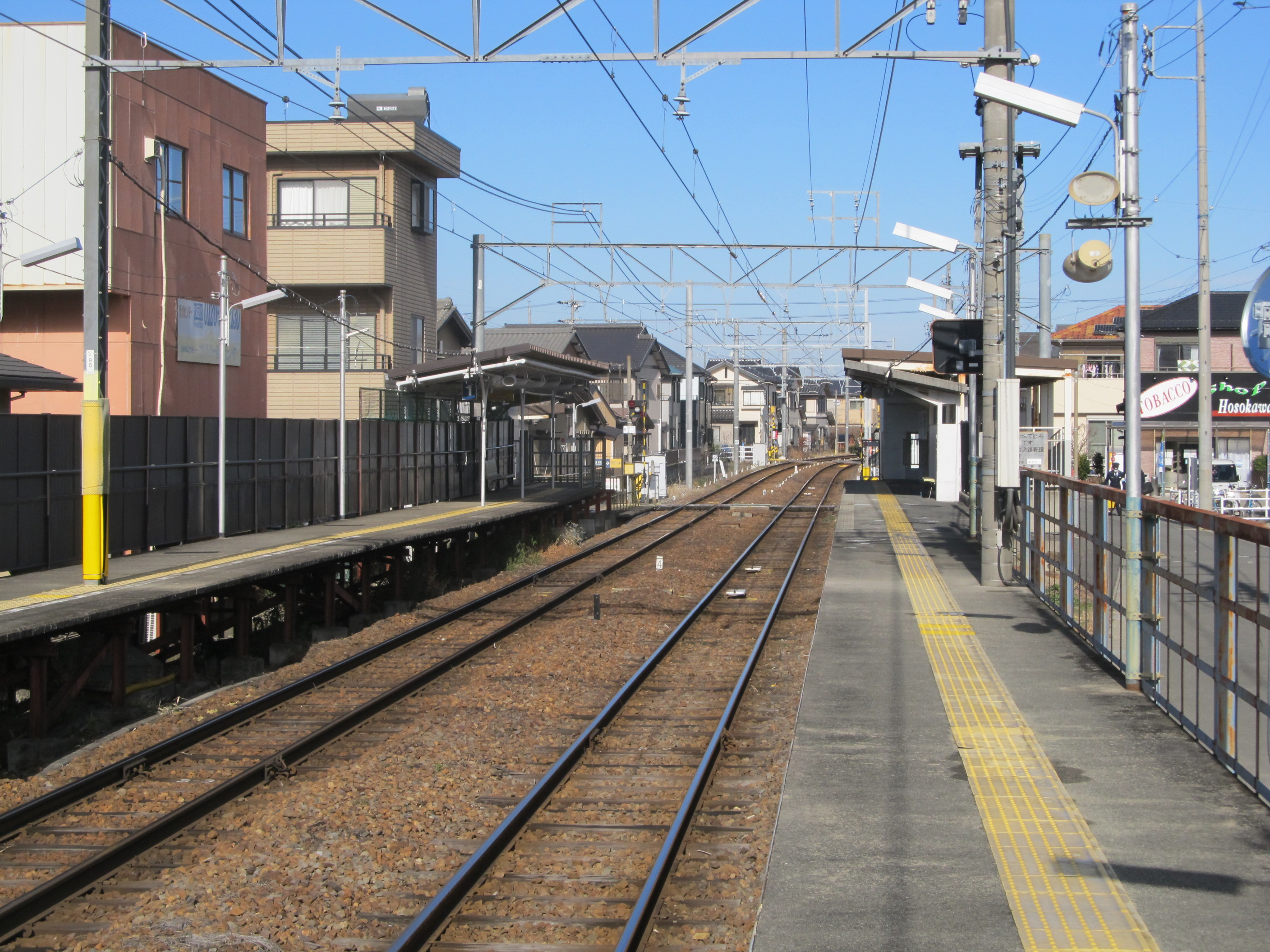
ホーム
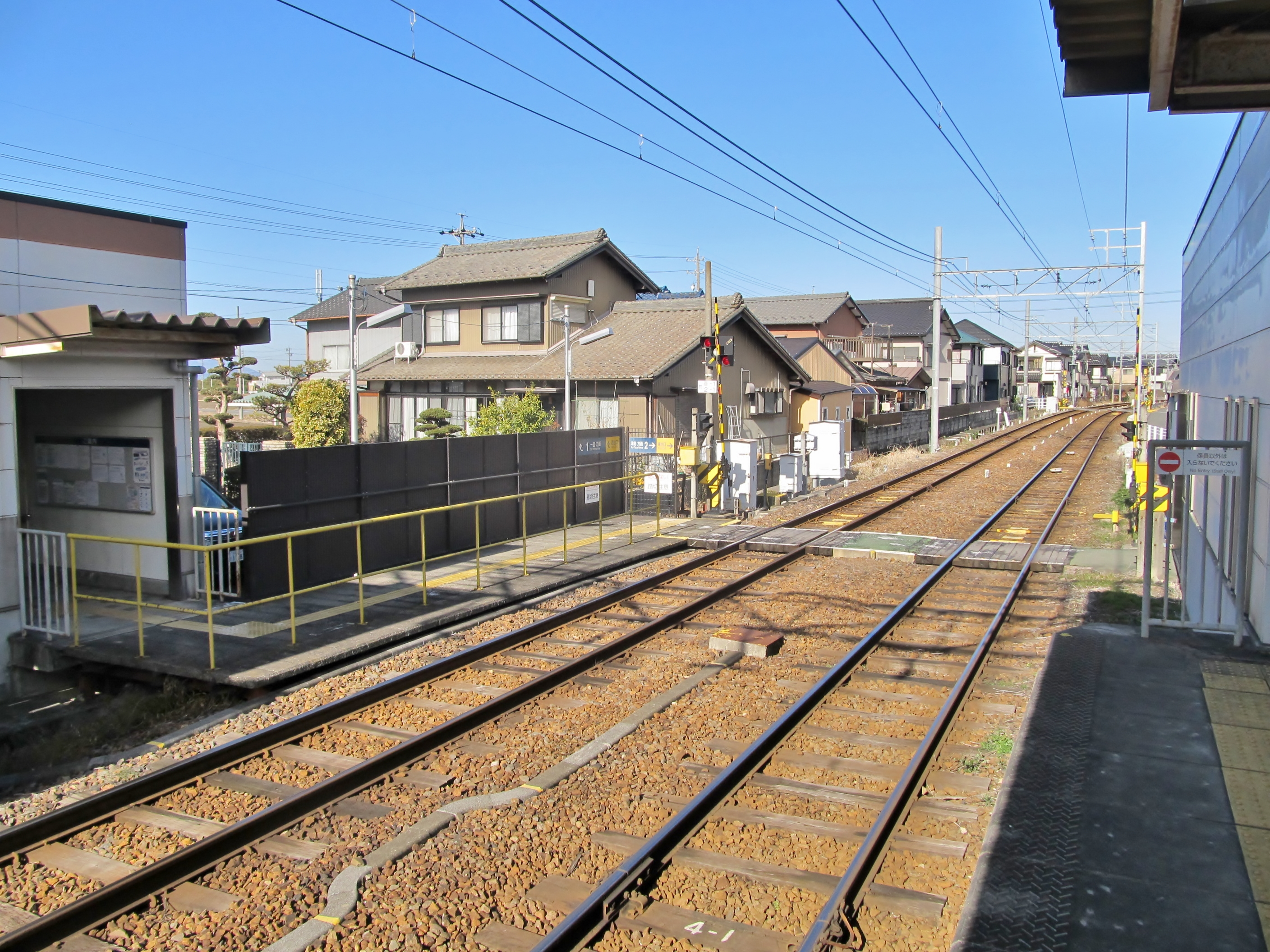
構内踏切
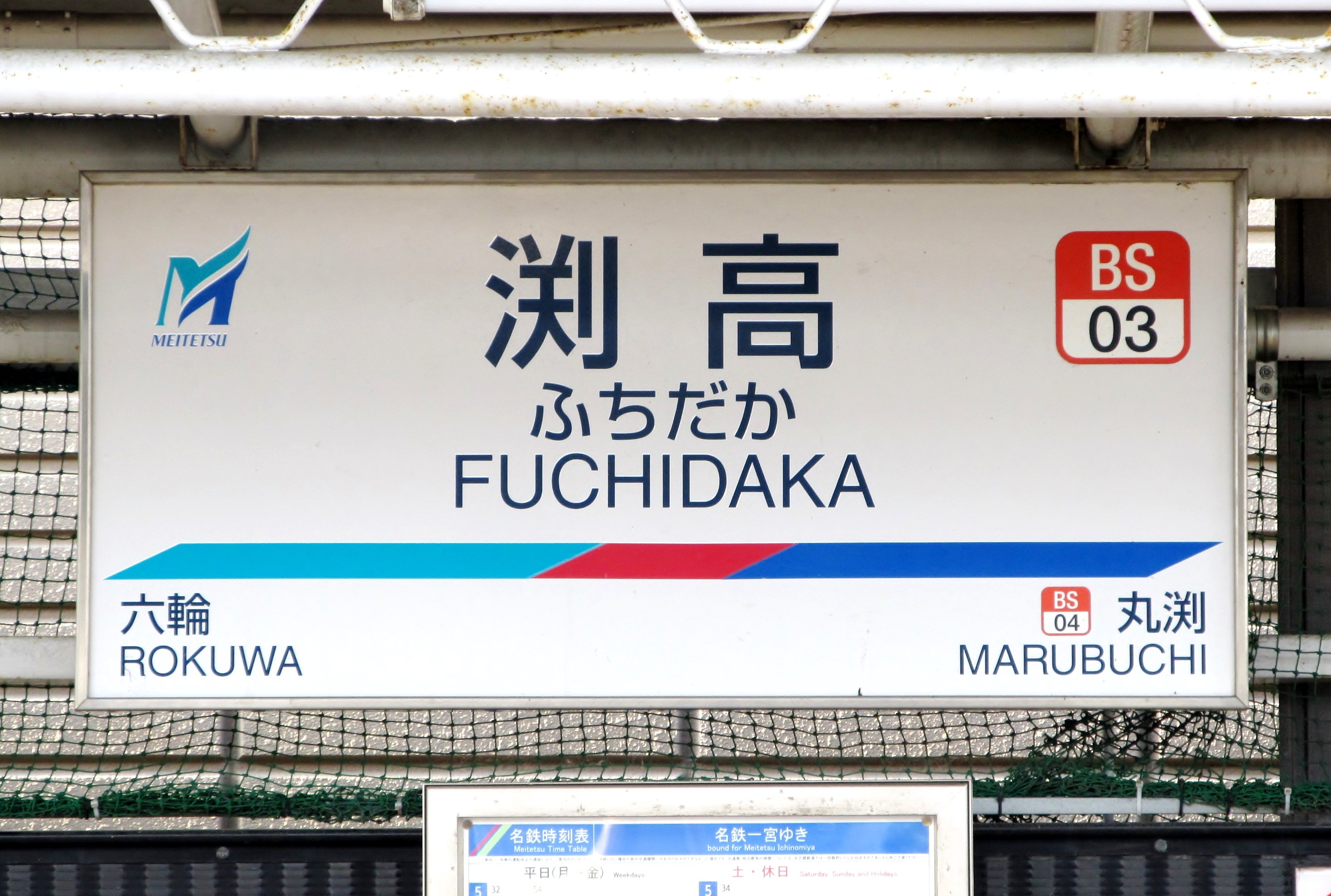
駅名標

### 配線図
| ← 名鉄一宮方面 | 渕高駅 構内配線略図 | → 津島方面 |
| 凡例 出典:     |                     |            |

## 利用状況
- 『名鉄120年：近20年のあゆみ』によると2013年度当時の1日平均乗降人員は1,540人であり、この値は名鉄全駅（275駅）中195位、尾西線（22駅）中12位であった[9]。
- 『名古屋鉄道百年史』によると1992年度当時の1日平均乗降人員は1,450人であり、この値は岐阜市内線均一運賃区間内各駅（岐阜市内線・田神線・美濃町線徹明町駅 - 琴塚駅間）を除く名鉄全駅（342駅）中198位、尾西線（23駅）中11位であった[10]。
- 『愛知統計年鑑』によると2010年度の年間乗車人員は253,850人で[11]、1日平均の乗車人員は約695人である。
- 「愛西市の統計」、「移動等円滑化取組報告書」によると、各年度の1日平均乗降人員は以下の通り[12][13]。

| 年度   | 1日平均 乗降人員 |
| ------ | ---------------- |
| 2002年 | 1,211            |
| 2003年 | 1,212            |
| 2004年 | 1,223            |
| 2005年 | 1,244            |
| 2006年 | 1,340            |
| 2007年 | 1,360            |
| 2008年 | 1,405            |
| 2009年 | 1,379            |
| 2010年 | 1,402            |
| 2011年 | 1,449            |
| 2012年 | 1,497            |
| 2013年 | 1,540            |
| 2014年 | 1,470            |
| 2015年 | 1,566            |
| 2016年 | 1,630            |
| 2017年 | 1,688            |
| 2018年 | 1,725            |
| 2019年 | 1,699            |
| 2020年 | 1,406            |

## 駅周辺
- 愛知県立愛西工科高等学校
- 愛知県立佐織特別支援学校

## 隣の駅
名古屋鉄道
BS 尾西線（名鉄一宮〜津島）
六輪駅（BS02） - 渕高駅（BS03） - 丸渕駅（BS04）